# 복음서 조화

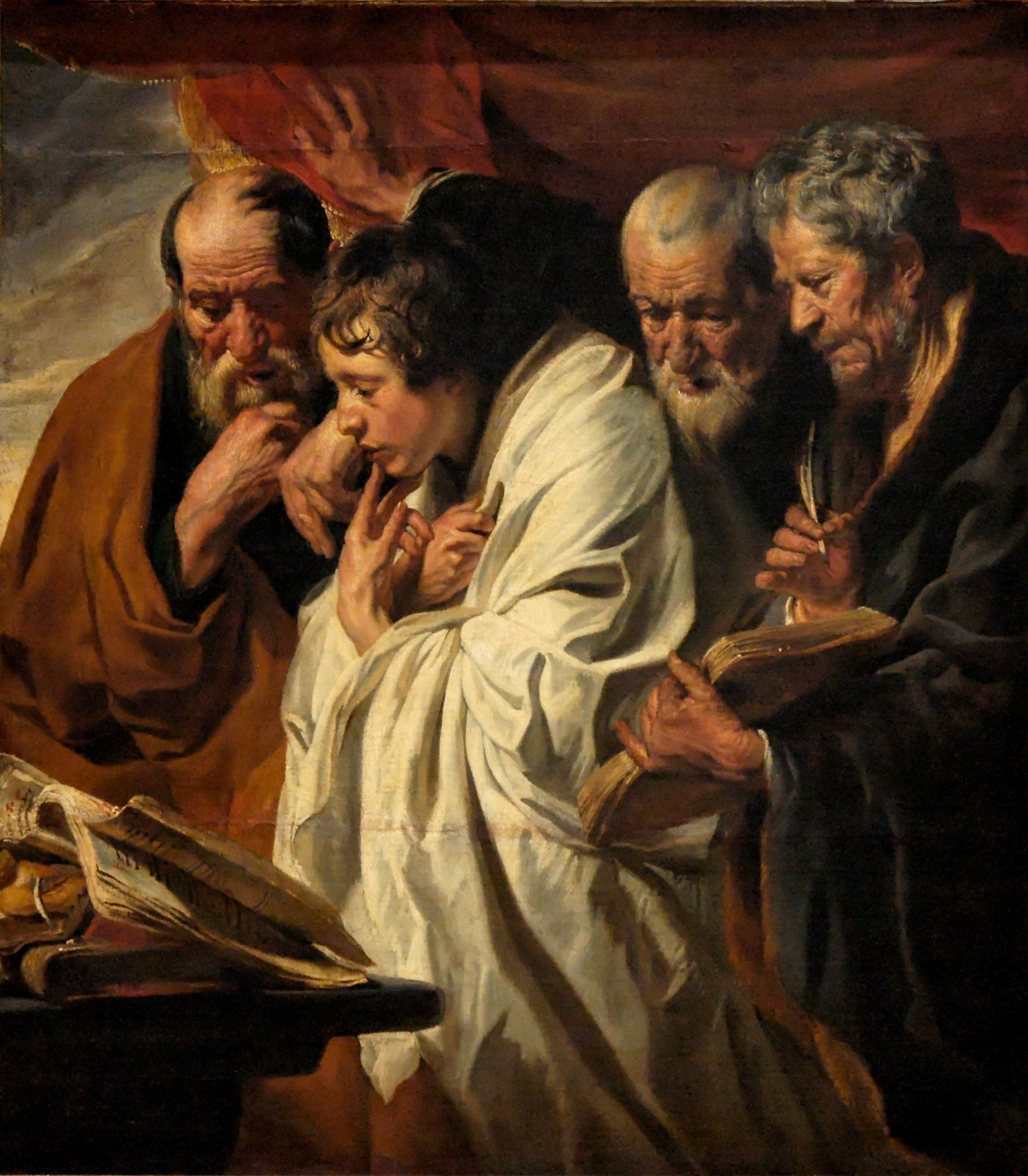
루브르, 1625–30 야코프 요르단스 작 네 복음서기자

복음서 조화 (福音書調和)는 하나의 장부에 기독교 정식 복음서를 엮으려는 시도이다. 이는 하나의 병합된 이야기, 또는 이 경우에도 '조화'가 더 자주 쓰이지만, "개요"로 알려진, 각각의 복음에 대해 하나의 열이 있는 표 형식의 형태를 취할 수 있다. 조화는 장부가 서로 어떻게 관계를 맺고 있는지를 더 이해하거나, 예수의 삶에 사건을 설정, 정식 복음서에 묘사된 예수의 삶에서 사건의 연대기를 설정하기 위해 구성된다.

## 병렬 조화 발표
|     | 사건                              | 형태      | 마태오          | 마르코                                | 루카          | 요한          |
| --- | --------------------------------- | --------- | --------------- | ------------------------------------- | ------------- | ------------- |
| 1   | 그리스도의 선재                   | 다양      |                 |                                       |               | 요한 01:01–18 |
| 2   | 예수의 계보                       | 탄생      | 마태오 01:01–17 |                                       | 루카 03:23–38 |               |
| 3   | 세례자 요한의 탄생                | 탄생      |                 |                                       | 루카 01:05–25 |               |
| 4   | 성모영보                          | 탄생      |                 |                                       | 루카 01:26–38 |               |
| 5   | 마리아의 방문                     | 탄생      |                 |                                       | 루카 01:39–56 |               |
| 6   | 예수의 탄생                       | 탄생      | 마태오 01:18–25 |                                       | 루카 02:01–07 |               |
| 7   | 목자로의 수태고지                 | 탄생      |                 |                                       | 루카 02:08–15 |               |
| 8   | 목자의 흠모                       | 탄생      |                 |                                       | 루카 02:16–20 |               |
| 9   | 예수의 할례                       | 탄생      |                 |                                       | 루카 02:21    |               |
| 10  | 성전에서의 아기 예수              | 탄생      |                 |                                       | 루카 02:22–38 |               |
| 11  | 베들레헴의 별                     | 탄생      | 마태오 02:01–02 |                                       |               |               |
| 12  | 동방 박사의 방문                  | 탄생      | 마태오 02:03–12 |                                       |               |               |
| 13  | 이집트로의 여행                   | 탄생      | 마태오 02:13–15 |                                       |               |               |
| 14  | 유아의 학살                       | 탄생      | 마태오 02:16–18 |                                       |               |               |
| 15  | 헤로데 대왕의 죽음                | 다양      | 마태오 02:19–20 |                                       |               |               |
| 16  | 예수 가족의 나자렛으로의 귀환     | 청춘      |                 |                                       | 루카 02:39–39 |               |
| 17  | 성전 속 예수 발견                 | 청춘      |                 |                                       | 루카 02:41–51 |               |
| 18  | 세례자 요한                       | 다양      |                 | 마르코 01:01–08                       |               |               |
| 19  | 세례자 요한의 공생애              | 다양      | 마태오 03:01–12 |                                       |               | 요한 01:19–34 |
| 20  | 예수의 세례                       | 다양      | 마태오 03:13–17 | 마르코 01:09–11                       | 루카 03:21–22 | 요한 01:29–39 |
| 21  | 예수의 유혹                       | 다양      | 마태오 04:01–11 | 마르코 01:12–13                       | 루카 04:01–13 |               |
| 22  | 가나의 혼인잔치                   | 기적      |                 |                                       |               | 요한 02:01–11 |
| 23  | 예수 & 니고데모                   | 공생애    |                 |                                       |               | 요한 03:01–21 |
| 24  | 예수의 갈릴래아로의 귀환          | 공생애    | 마태오 04:12–12 | 마르코 01:14–14                       |               | 요한 04:01–03 |
| 25  | 카파르나움 속 회당에서의 구마     | 기적      |                 | 마르코 01:21–28                       | 루카 04:31–37 |               |
| 26  | 자라는 씨                         | 비유      |                 | 마르코 04:26–29                       |               |               |
| 27  | 예수의 고향 무시                  | 공생애    | 마태오 13:53–58 | 마르코 06:01–06                       | 루카 04:16–30 |               |
| 28  | 예수의 첫 문도                    | 공생애    | 마태오 04:18–22 | 마르코 01:16–20                       |               | 요한 01:35–51 |
| 29  | 기적의 고기 잡이                  | 기적      |                 |                                       | 루카 05:01–11 |               |
| 30  | 팔복                              | 설교      | 마태오 05:02–12 |                                       | 루카 06:20–23 |               |
| 31  | 나인의 젊은이                     | 기적      |                 |                                       | 루카 07:11–17 |               |
| 32  | 두 채무자                         | 비유      |                 |                                       | 루카 07:41–43 |               |
| 33  | 부셸 아래 등불                    | 비유      | 마태오 05:14–15 | 마르코 04:21–25                       | 루카 08:16–18 |               |
| 34  | 율법의 설명                       | 설교      | 마태오 05:17–48 |                                       | 루카 06:29–42 |               |
| 35  | 칠십 문도                         | 공생애    |                 |                                       | 루카 10:01–24 |               |
| 36  | 과시의 담론                       | 설교      | 마태오 06:01–18 |                                       |               |               |
| 37  | 착한 사마리아인의 비유            | 비유      |                 |                                       | 루카 10:30–37 |               |
| 38  | 마르타와 마리아의 집에서의 예수   | 공생애    |                 |                                       | 루카 10:38–42 |               |
| 39  | 주의 기도                         | 공생애    | 마태오 06:09–13 |                                       | 루카 11:02–04 |               |
| 40  | 밤의 친구                         | 비유      |                 |                                       | 루카 11:05–08 |               |
| 41  | 부유한 바보                       | 비유      |                 |                                       | 루카 12:16–21 |               |
| 42  | 우물에서의 사마리아 여인          | 공생애    |                 |                                       |               | 요한 04:04–26 |
| 43  | 천국의 새                         | 공생애    | 마태오 06:25–34 |                                       | 루카 12:22–34 |               |
| 44  | 심판의 담론                       | 설교      | 마태오 07:01–05 |                                       | 루카 06:41–42 |               |
| 45  | 신성의 담론                       | 설교      | 마태오 07:13–27 |                                       |               |               |
| 46  | 좋은 사람의 시험                  | 설교      | 마태오 07:15–20 |                                       |               |               |
| 47  | 어리석은 건축가와 슬기로운 건축가 | 비유      | 마태오 07:24–27 |                                       | 루카 06:46–49 |               |
| 48  | 나환자를 고치다                   | 기적      | 마태오 08:01–04 | 마르코 01:40–45                       | 루카 05:12–16 |               |
| 49  | 백인대장의 종                     | 기적      | 마태오 08:05–13 |                                       | 루카 07:01–10 | 요한 04:46–54 |
| 50  | 베드로의 장모를 고치다            | 기적      | 마태오 08:14–17 | 마르코 01:29–34                       | 루카 04:38–41 |               |
| 51  | 해질녘의 구마                     | 기적      | 마태오 08:16–17 | 마르코 01:32–34                       | 루카 04:40–41 |               |
| 52  | 풍랑을 가라앉히다                 | 기적      | 마태오 08:23–27 | 마르코 04:35–41                       | 루카 08:22–25 |               |
| 53  | 게라세네스 마귀                   | 기적      | 마태오 08:28–34 | 마르코 05:01–20                       | 루카 08:26–39 |               |
| 54  | 카파르나움에서의 중풍             | 기적      | 마태오 09:01–08 | 마르코 02:01–12                       | 루카 05:17–26 |               |
| 55  | 마태오의 부름                     | 공생애    | 마태오 09:09    | 마르코 02:13–14                       | 루카 05:27–28 |               |
| 56  | 헌 가죽 부대 속 새 포도주         | 비유      | 마태오 09:17–17 | 마르코 02:22–22                       | 루카 05:37–39 |               |
| 57  | 야이로의 딸                       | 기적      | 마태오 09:18–26 | 마르코 05:21–43                       | 루카 08:40–56 |               |
| 58  | 하혈하는 부인                     | 기적      | 마태오 09:20–22 | 마르코 05:24–34                       | 루카 08:43–48 |               |
| 59  | 갈릴래아에서의 눈 먼 두 이        | 기적      | 마태오 09:27–31 |                                       |               |               |
| 60  | 말 못하는 이를 구마하다           | 기적      | 마태오 09:32–34 |                                       |               |               |
| 61  | 열두 사도 의뢰                    | 공생애    | 마태오 10:02–04 | 마르코 03:13–19                       | 루카 06:12–16 |               |
| 62  | 칼을 주러 오다                    | 공생애    | 마태오 10:34–36 |                                       |               |               |
| 63  | 세례자 요한의 전달자              | 공생애    | 마태오 11:02–06 |                                       | 루카 07:18–23 |               |
| 64  | 베데스다에서의 병자               | 기적      |                 |                                       |               | 요한 05:01–18 |
| 65  | 안식일의 주인                     | 공생애    | 마태오 12:01–08 | 마르코 02:23–28                       |               |               |
| 66  | 손이 오그라든 이                  | 기적      | 마태오 12:09–13 | 마르코 03:01–06                       | 루카 06:06–11 |               |
| 67  | 주의 기도                         | 공생애    | 마태오 6:09–13  |                                       | 루카 11:02–04 |               |
| 68  | 눈 멀고 말 못하는 이를 구마하다   | 기적      | 마태오 12:22–28 | 마르코 03:20–30                       | 루카 11:14–23 |               |
| 69  | 힘 센 사람의 비유                 | 비유      | 마태오 12:29–29 | 마르코 03:27–27                       | 루카 11:21–22 |               |
| 70  | 영원한 죄                         | 공생애    | 마태오 12:30–32 | 마르코 03:28–29                       | 루카 12:08–10 |               |
| 71  | 예수의 참 가족                    | 공생애    | 마태오 12:46–50 | 마르코 03:31–35                       | 루카 08:19–21 |               |
| 72  | 씨 뿌리는 사람의 비유             | 비유      | 마태오 13:03–09 | 마르코 04:03–09                       | 루카 08:05–08 |               |
| 73  | 천국의 새                         | 공생애    |                 |                                       | 루카 12:22–34 |               |
| 74  | 가라지                            | 비유      | 마태오 13:24–30 |                                       |               |               |
| 75  | 열매를 맺지 못하는 무화과 나무    | 비유      |                 |                                       | 루카 13:06–09 |               |
| 76  | 등 굽은 여자                      | 기적      |                 |                                       | 루카 13:10–17 |               |
| 77  | 겨자 씨의 비유                    | 비유      | 마태오 13:31–32 | 마르코 04:30–32                       | 루카 13:18–19 |               |
| 78  | 누룩                              | 비유      | 마태오 13:33–33 |                                       | 루카 13:20–21 |               |
| 79  | 진주의 비유                       | 비유      | 마태오 13:44–46 |                                       |               |               |
| 80  | 그물을 끌다                       | 비유      | 마태오 13:47–50 |                                       |               |               |
| 81  | 숨겨진 보물                       | 비유      | 마태오 13:52–52 |                                       |               |               |
| 82  | 예수의 무시                       | 공생애    | 마태오 13:53–58 | 마르코 06:01–06                       | 루카 04:16–30 |               |
| 83  | 세례자 성 요한의 참형             | 공생애    | 마태오 14:06–12 | 마르코 06:21–29                       |               |               |
| 84  | 5000명을 먹이다                   | 기적      | 마태오 14:13–21 | 마르코 06:31–34                       | 루카 09:10–17 | 요한 06:05–15 |
| 85  | 예수의 물 위 걸음                 | 기적      | 마태오 14:22–33 | 마르코 06:45–52                       |               | 요한 06:16–21 |
| 86  | 겐네사렛에서의 치료               | 기적      | 마태오 14:34–36 | 마르코 06:53–56                       |               |               |
| 87  | 오염의 담론                       | 설교      | 마태오 15:01–11 | 마르코 07:01–23                       |               |               |
| 88  | 가나안 여자의 딸                  | 기적      | 마태오 15:21–28 | 마르코 07:24–30                       |               |               |
| 89  | 데카폴리스의 귀 먹고 말 더듬는 이 | 기적      |                 | 마르코 07:31–37                       |               |               |
| 90  | 4000명을 먹이다                   | 기적      | 마태오 15:32–39 | 마르코 08:01–09                       |               |               |
| 91  | 벳사이다의 눈 먼 이               | 기적      |                 | 마르코 08:22–26                       |               |               |
| 92  | 베드로의 고백                     | 공생애    | 마태오 16:13–20 | 마르코 08:27–30                       | 루카 09:18–21 |               |
| 93  | 예수의 변모                       | 기적      | 마태오 17:01–13 | 마르코 09:02–13                       | 루카 09:28–36 |               |
| 94  | 마귀에 홀린 아이                  | 기적      | 마태오 17:14–21 | 마르코 09:14–29                       | 루카 09:37–49 |               |
| 95  | 고기의 입 속 동전                 | 기적      | 마태오 17:24–27 |                                       |               |               |
| 96  | 생명의 빵 담론                    | 설교      |                 |                                       |               | 요한 06:22–59 |
| 97  | 작은 어린이                       | 공생애    | 마태오 18:01–06 | 마르코 09:33–37                       | 루카 09:46–48 |               |
| 98  | 수종 앓는 이                      | 기적      |                 |                                       | 루카 14:01–06 |               |
| 99  | 대가를 치르다                     | 비유      |                 |                                       | 루카 14:25–33 |               |
| 100 | 잃은 양                           | 비유      | 마태오 18:10–14 |                                       | 루카 15:04–06 |               |
| 101 | 매정한 종                         | 비유      | 마태오 18:23–35 |                                       |               |               |
| 102 | 작은 어린이                       | 공생애    | 마태오 18:01–06 | 마르코 09:33–37                       | 루카 09:46–48 |               |
| 103 | 잃은 은전                         | 비유      |                 |                                       | 루카 15:08–09 |               |
| 104 | 낭비하는 아들의 비유              | 비유      |                 |                                       | 루카 15:11–32 |               |
| 105 | 약은 집사                         | 비유      |                 |                                       | 루카 16:01–13 |               |
| 106 | 부자와 나사로                     | 비유      |                 |                                       | 루카 16:19–31 |               |
| 107 | 주인과 종                         | 비유      |                 |                                       | 루카 17:07–10 |               |
| 108 | 나병 환자 열 사람을 고치다        | 기적      |                 |                                       | 루카 17:11–19 |               |
| 109 | 불의한 재판관                     | 비유      |                 |                                       | 루카 18:01–09 |               |
| 110 | 바리사이와 세리                   | 비유      |                 |                                       | 루카 18:10–14 |               |
| 111 | 예수와 부유한 젊은이              | 공생애    | 마태오 19:16–30 | 마르코 10:17–31                       | 루카 18:18–30 |               |
| 112 | 예수와 간음한 여인                | 공생애    |                 |                                       |               | 요한 08:02–11 |
| 113 | 포도밭 일꾼                       | 비유      | 마태오 20:01–16 |                                       |               |               |
| 114 | 예수가 죽음을 예고하다            | 공생애    | 마태오 20:17–19 | 마르코 8:31마르코 9:31마르코 10:32–34 | 루카 18:31–34 |               |
| 115 | 태어나면서부터 눈 먼 이           | 기적      |                 |                                       |               | 요한 09:01–12 |
| 116 | 사람의 아들이 섬기러 오다         | 공생애    | 마태오 20:20–28 | 마르코 10:35–45                       |               |               |
| 117 | 착한 목자                         | 공생애    |                 |                                       |               | 요한 10:01–21 |
| 118 | 예리코 근처 눈 먼 이              | 기적      | 마태오 20:29–34 | 마르코 10:46–52                       | 루카 18:35–43 |               |
| 119 | 라자로의 부활                     | 기적      |                 |                                       |               | 요한 11:01–44 |
| 120 | 예수와 자캐오                     | 공생애    |                 |                                       | 루카 19:02–28 |               |
| 121 | 성지주일                          | 공생애    | 마태오 21:01–11 | 마르코 11:01–11                       | 루카 19:29–44 | 요한 12:12–19 |
| 122 | 성전의 정화                       | 공생애    | 마태오 21:12–13 | 마르코 11:15–18                       | 루카 19:45–48 | 요한 02:13–25 |
| 123 | 무화과나무를 저주                 | 기적      | 마태오 21:18–22 | 마르코 11:12–14                       |               |               |
| 124 | 예수의 권한을 문제 삼다           | 공생애    | 마태오 21:23–27 | 마르코 11:27–33                       | 루카 20:01–08 |               |
| 125 | 두 아들                           | 비유      | 마태오 21:28–32 |                                       |               |               |
| 126 | 악한 소작인                       | 비유      | 마태오 21:33–41 | 마르코 12:01–09                       | 루카 20:09–16 |               |
| 127 | 대잔치                            | 비유      | 마태오 22:01–14 |                                       | 루카 14:16–24 |               |
| 128 | 카이사르에게 내다...              | 공생애    | 마태오 22:15–22 | 마르코 12:13–17                       | 루카 20:20–26 |               |
| 129 | 바리사이의 고민                   | 공생애    | 마태오 23:01–39 | 마르코 12:35–37                       | 루카 20:45–47 |               |
| 130 | 과부의 헌금                       | 설교      |                 | 마르코 12:41–44                       | 루카 21:01–04 |               |
| 131 | 재림 예언                         | 공생애    | 마태오 24:01–31 | 마르코 13:01–27                       | 루카 21:05–36 |               |
| 132 | 싹 트기 시작하는 무화과나무       | 비유      | 마태오 24:32–35 | 마르코 13:28–31                       | 루카 21:29–33 |               |
| 133 | 충실한 종                         | 비유      | 마태오 24:42–51 | 마르코 13:34–37                       | 루카 12:35–48 |               |
| 134 | 열 처녀                           | 비유      | 마태오 25:01–13 |                                       |               |               |
| 135 | 탈렌트나 미나스                   | 비유      | 마태오 25:14–30 |                                       | 루카 19:12–27 |               |
| 136 | 양과 염소                         | 비유      | 마태오 25:31–46 |                                       |               |               |
| 137 | 예수의 기름부음                   | 공생애    | 마태오 26:01–13 | 마르코 14:03–09                       | 루카 7:36–50  | 요한 12:02–08 |
| 138 | 유다의 합의                       | 다양      | 마태오 26:14–16 | 마르코 14:10–11                       | 루카 22:01–06 |               |
| 139 | 밀알 하나                         | 공생애    |                 |                                       |               | 요한 12:24–26 |
| 140 | 최후의 만찬                       | 공생애    | 마태오 26:26–29 | 마르코 14:18–21                       | 루카 22:17–20 | 요한 13:01–31 |
| 141 | 보호자를 고백하다                 | 공생애    |                 |                                       |               | 요한 16:05–15 |
| 142 | 겟세마니                          | 다양      | 마태오 26:36–46 | 마르코 14:32–42                       | 루카 22:39–46 |               |
| 143 | 유다의 키스                       | 수난      | 마태오 26:47–49 | 마르코 14:43–45                       | 루카 22:47–48 | 요한 18:02–09 |
| 144 | 종의 귀를 고치다                  | 기적      |                 |                                       | 루카 22:49–51 |               |
| 145 | 예수의 체포                       | 수난      | 마태오 26:50–56 | 마르코 14:46–49                       | 루카 22:52–54 | 요한 18:10–12 |
| 146 | 예수의 산헤드린 재판              | 수난      | 마태오 26:57–68 | 마르코 14:53–65                       | 루카 22:63–71 | 요한 18:12–24 |
| 147 | 피의 저주                         | 수난      | 마태오 27:24–25 |                                       |               |               |
| 148 | 십자가를 지다                     | 수난      | 마태오 27:27–33 | 마르코 15:20–22                       | 루카 23:26–32 | 요한 19:16–17 |
| 149 | 예수의 십자가형                   | 수난      | 마태오 27:34–61 | 마르코 15:23–47                       | 루카 23:33–54 | 요한 19:18–38 |
| 150 | 미로포로이                        | 부활 출현 | 마태오 28:01    | 마르코 16:01                          | 루카 24:01    |               |
| 151 | 빈 무덤                           | 부활 출현 | 마태오 28:02–08 | 마르코 16:02–08                       | 루카 24:02–12 | 요한 20:01–13 |
| 152 | 예수의 부활                       | 부활 출현 | 마태오 28:09–10 | 마르코 16:9–13                        | 루카 24:01–08 | 요한 20:14–16 |
| 153 | 놀리 메 탄게레                    | 부활 출현 |                 |                                       |               | 요한 20:17–17 |
| 154 | 엠마오로의 길에서 나타나다        | 부활 출현 |                 |                                       | 루카 24:13–32 |               |
| 155 | 예수가 사도에게 나타나다          | 부활 출현 |                 |                                       | 루카 24:36–43 | 요한 20:19–20 |
| 156 | 대사명                            | 부활 출현 | 마태오 28:16–20 | 마르코 16:14–18                       | 루카 24:44–49 | 요한 20:21–23 |
| 157 | 의심하는 토마스                   | 부활 출현 |                 |                                       |               | 요한 20:24–29 |
| 158 | 물고기 153마리의 포획             | 기적      |                 |                                       |               | 요한 21:01–24 |
| 159 | 예수의 승천                       | 부활 출현 |                 | 마르코 16:19                          | 루카 24:50–53 |               |
| 160 | 사도의 확산                       | 다양      |                 | 마르코 16:20                          |               |               |

## 같이 보기
- 성경 조화
- 제퍼슨 성경
- 규범 복음서 속 중심 사건 목록
- 예수의 공생애
- 성경의 연표

### 인용
1. 1 2  Steven L. Cox, 2007 Harmony of the Gospels B&H Publishing ISBN 0-8054-9444-8 pages 3–4
2. ↑  Steven L. Cox, 2007 Harmony of the Gospels B&H Publishing ISBN 0-8054-9444-8 page 18

### 참고도서
This article incorporates work from A Harmony of the Gospels in Greek by Edward Robinson, a publication now in the public domain.
- Smalley, Beryl (1981), 〈Which William of Nottingham?〉, 《Studies in Medieval Thought and Learning: From Abelard to Wyclif》, History, No. 6, London: Antony Rowe for the Hambledon Press, 249–288쪽, ISBN 0-9506882-6-6.
- Cox, Steven L; Easley, Kendell H (2007), 《Harmony of the Gospels》, B&H, ISBN 0-8054-9444-8.